# Parc du siècle (Shanghai)
Le Parc du siècle, (anglais : Century Park, chinois simplifié : 世界公园 ; chinois traditionnel : 世界公園 ; pinyin : Shìjiè gōngyuán) est le plus grand parc de la ville de Shanghai. Il est situé sur Jinxiu Road, dans le quartier de Pudong à Shanghai, à proximité du Musée des sciences et de la technologie de Shanghai.

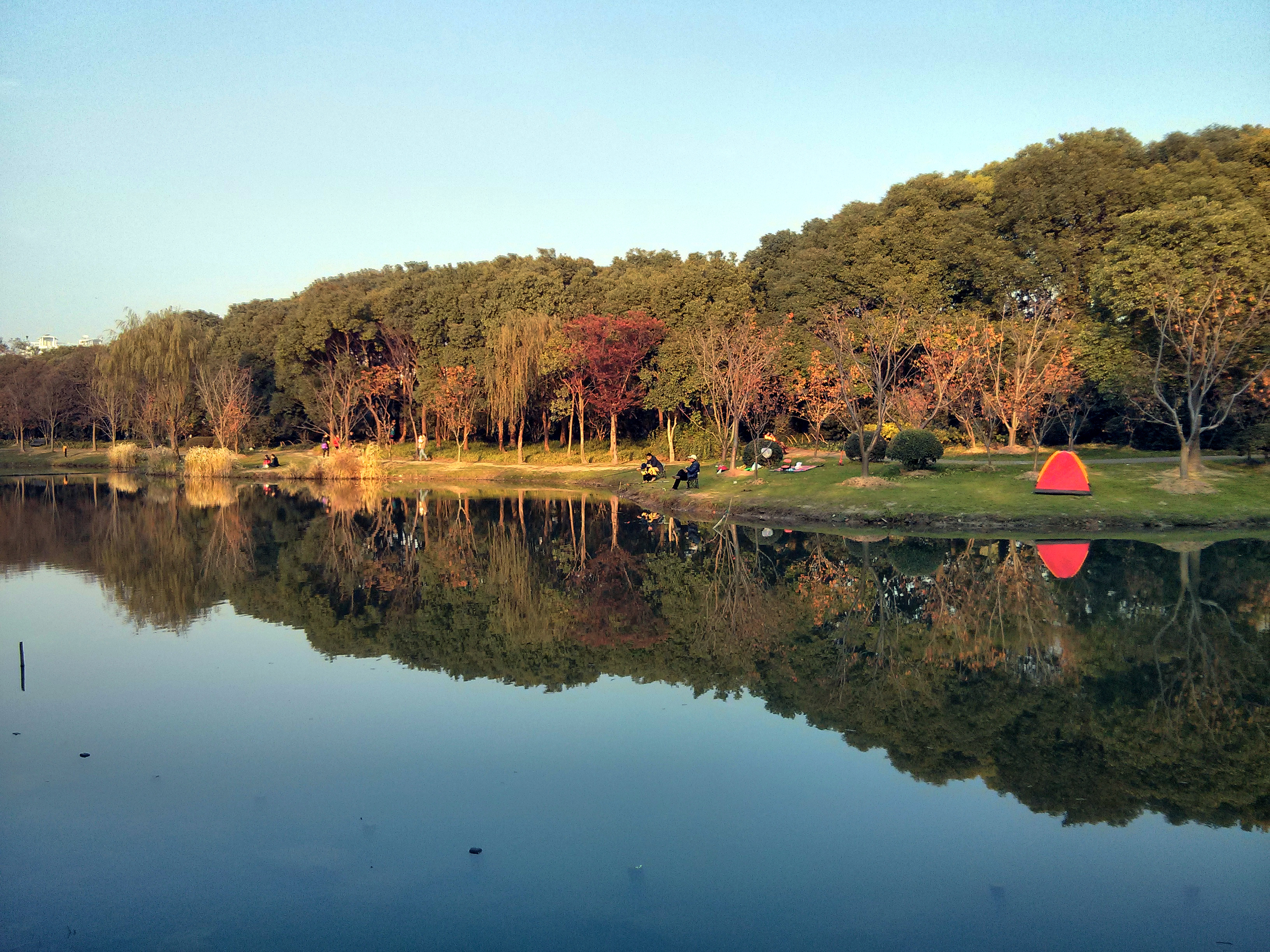
Personnes pêchant dans le Parc du siècle

Le Parc du siècle comprend des pelouses, des bois et des lacs. Il a été conçu par le cabinet britannique LUC et a été construit en quatre ans de 1996 à 2000. Son nom fait référence à l'Avenue du centenaire (Century Avenue 世纪 大道) où il est situé. Sa construction s'est achevée en 2000, au moment du commencement d'un nouveau siècle. Le parc est à la fois moderne et naturel. De nombreuses installations touristiques différentes sont proposées. Les visiteurs peuvent nourrir les pigeons, aller à la pêche, ramer sur un bateau, faire du vélo ou s'amuser dans un labyrinthe végétal.

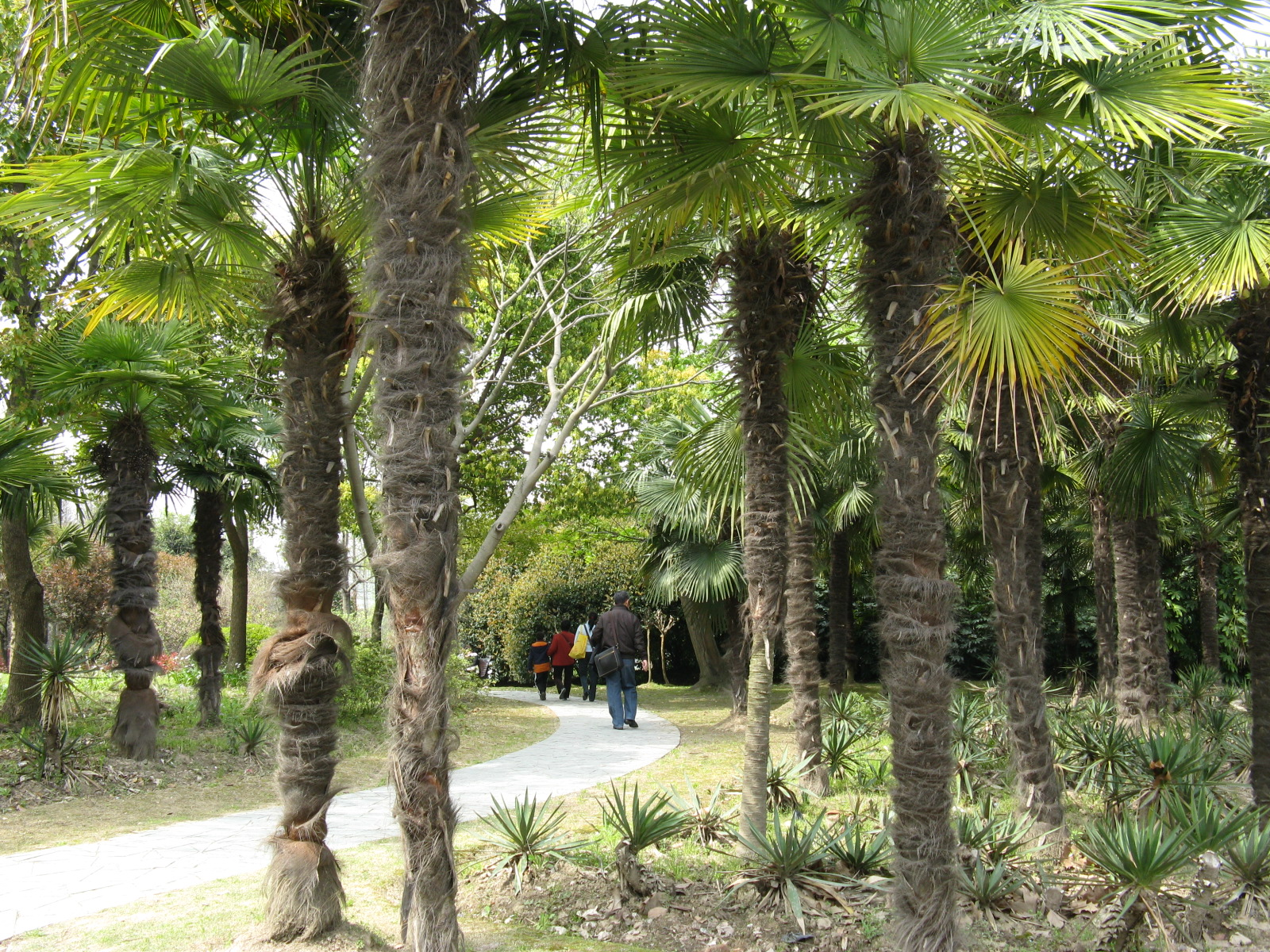

Le Parc du siècle s'étend sur 140 hectares et se trouve au sud de l'avenue du centenaire (世纪 大道).
Il est divisé en sept parties, dont la zone panoramique du lac, la zone de paysage forestier, la zone de pelouse, la réserve naturelle, le village folklorique, la zone exotique et le mini-parcours de golf. Il y a huit entrées au total, et cinq d'entre-elles sont ouvertes au public: la Porte 1 à la fin de l'avenue du centenaire (Century Avenue), la Porte 2 au carrefour de Jinxiu Road et Minsheng Road, la Porte 3 au carrefour de Jinxiu Road et Jinsong Road, la Porte 5 au carrefour de Huamu Road et Fangdian Road, et la Porte 7 à l'intersection de Huamu Road et Yinghua Road.

## Caractéristiques
Le parc comprend une scène de concert, et les visiteurs peuvent louer des vélos en tandem pour le parcourir. L'aménagement paysager du parc combine des styles britannique, japonais et chinois. Les endroits les plus connus du parc du siècle sont l'Étang de la chance (Lucky Pond), l'Île aux oiseaux, et l'Étang des lotus.

### Zone panoramique au bord du lac
Les principales attractions de cette zone sont l'Horloge du siècle, le Lac miroir et le "Green World Relief Sculpture Wall".
L'Horloge du siècle est un lieu pittoresque et symbolique du Parc du siècle. Les trois aiguilles de l'horloge sont blanches et les douze graduations sont faites de petites boîtes à feuilles chinoises. De belles fleurs sont disposées autour de l'horloge, ce qui la rend colorée et délicate. L'Horloge du siècle est synchronisée à l'aide d'un satellite ; l'heure est juste, à 0,03 seconde près. Cette horloge a donc une valeur artistique, scientifique et pratique.
Le Lac miroir est situé à l'ouest du parc. Il s'agit du plus grand lac artificiel de Shanghai. Il couvre une superficie totale de 12,5 hectares et il fait 5 mètres de profondeur. À l'est du lac se trouve une écluse qui contrôle le niveau de l'eau. Debout sur le quai au bord du lac, les visiteurs peuvent apercevoir la zone financière et commerciale de Lujiazui au loin.
Le "Green World Relief Sculpture Wall" présente 29 espèces d'animaux et de plantes de la région Asie-Pacifique. Il couvre une superficie totale de 178 mètres carrés et mesure 80 mètres de longueur. Parmi ces animaux, on peut observer des pandas de Chine, des éléphants de Thaïlande, des buffles du Vietnam, des kangourous australiens, des aigles américains et des ours russes. Les plantes peuvent être tropicales, semi-tropicales, tempérées, ou de zones de basses températures. L'objectif est de montrer que les créatures s'adaptent à leur environnement.

### Zone de paysage forestier
L'attraction principale de cette zone est l'espace consacré à la musique en plein air. Il est situé à l'ouest du Parc du siècle. Il couvre une superficie totale de 8000 mètres carrés, et peut recevoir 2 500 personnes. Il s'agit du plus grande site consacré à la musique en plein air de Chine.

### Pelouse d'agrément
Située au sud du parc, la pelouse d'agrément se caractérise par une herbe tendre, parsemée de bâtiments de style européen avec des tuiles rouges. Le Jardin de printemps, le Jardin d'été, le Jardin d'automne et le Jardin d'hiver offrent aux visiteurs de magnifiques jardins en toute saison. Cet espace comprend un ruisseau d'eau claire.

### Réserve naturelle
Il s'agit principalement de l'Île aux oiseaux et du Jardin de Montréal.
L'Île aux oiseaux est située au centre du Parc du siècle. Elle a une superficie de 2 hectares. Plus de 100 pies y sont élevées. De plus, il y a plus de 50 espèces d'arbres sur l'île, par exemple des pêchers, des pruniers et des camphriers.
Le Jardin de Montréal comprend des îles, des lacs, des halls d'exposition, des salles de presse et des cafés, d'une superficie totale de 2 hectares. La construction du parc a été cofinancée par le gouvernement canadien, le gouvernement provincial du Québec et le gouvernement municipal de Montréal, d'où son nom. Le jardin est destiné à montrer l'harmonie entre les hommes, la nature, la science et la technologie, choses qui sont chéries par les Chinois et les Canadiens.

### Village folklorique
En passant par la porte 3, nous pouvons voir le village folklorique au nord-est du parc. La plage blanche au bord du lac est entourée de grands palmiers. Une large avenue mène au village. De chaque côté de l'avenue se trouvent des arbres ginkgos exubérants qui ont des dizaines d'années. Cet environnement regorge d'une atmosphère fraîche et pure.

### Zone exotique
Le point culminant de la zone exotique réside dans la colossale tête d'olmèque au sud-est du Parc du siècle. Elle a été offerte au gouvernement municipal de Shanghai par le gouvernement de l'État de Veracruz au Mexique. Il s'agit d'une copie du huitième chef olmèque originaire du Mexique. Incarnation de la civilisation mexicaine, la culture olmèque se caractérise par ses sculptures exceptionnelles. La sculpture en pierre en forme de tête est une pièce bien connue, avec des lèvres épaisses, de grands yeux et un visage carré.

### Spectacle des fleurs de prunier
Le parc accueille depuis longtemps le Spectacle des fleurs de prunier ("Plum Blossom Show"). Au début, quelques pruniers en fleurs étaient exposés dans des pots, dans le Jardin panoramique de Montréal, pendant le Nouvel an chinois (la fête du printemps). C'était une exposition à petite échelle. En 2020, il y avait plus de 3 000 pruniers dans le parc. Il s'agit du plus grand bois de pruniers en fleurs de Shanghai. De nombreux visiteurs viennent au parc pour profiter des fleurs parfumées des pruniers en hiver et au printemps.

## Transport
Le Parc du siècle est accessible en prenant la ligne 2 du métro de Shanghai jusqu'à la station Century Park. Il est également accessible à pieds de la gare du Musée des sciences et de la technologie de Shanghai et du Kerry Center Pudong. L'entrée ordinaire du parc coûte 10 yuans ; le prix augmente pendant les périodes de vacances de la «Semaine dorée».
La station Huamu Road de la ligne 7 du métro de Shanghai se trouve en face de l'entrée no 5 du Parc du siècle.